# Jicchak Chofi
Jicchak Chofi (hebrejsky יצחק חופי‎, ‎25. ledna 1927, Tel Aviv – 15. září 2014) byl v letech 1974 až 1982 ředitel izraelské zpravodajské služby Mosad. Během jeho působení v této pozici proběhla řada mimořádně úspěšných operací, na nichž se zpravodajská služba podílela, včetně záchrany izraelských rukojmí během operace Entebbe, likvidace představitelů palestinské teroristické organizace Černé září, majících podíl na masakru izraelských olympioniků na LOH v Mnichově, či zničení iráckého jaderného reaktoru Osirak. Předtím sloužil jako generál izraelské armády v pozici velitele severního velitelství.

## Biografie
Narodil se v Tel Avivu ještě za dob britské mandátní Palestiny. V roce 1944 se v sedmnácti letech stal příslušníkem úderných jednotek Palmach židovské podzemní vojenské organizace Hagana. O čtyři roky později během války za nezávislost velel jedné z rot brigády Jiftach. Později sloužil jako operační důstojník jižního velitelství Izraelských obranných sil. Když se Ariel Šaron stal velitelem výsadkářské brigády, nastoupil jako jeho zástupce. V této funkci jej posléze nahradil a zastával ji během šestidenní války v roce 1967. Podle Ezera Weizmana, který během války sloužil jako velitel operací Generálního štábu, sehrál Chofi klíčovou roli na izraelském úspěchu.
Do roku 1972 sloužil jako zástupce velitele operačního ředitelství armády. Poté byl jmenován velitelem severního velitelství, v jehož čele stál v letech 1972 až 1974, tedy i během jomkipurské války v roce 1973. Jako jeden z mála důstojníků varoval před možností překvapivého arabského útoku, k němuž nakonec během této války došlo.
V roce 1974 byl jmenován ředitelem zpravodajské služby Mosad, v jejímž čele nahradil Cvi Zamira. Během jeho funkčního období se podařilo zlikvidovat několik představitelů palestinské teroristické organizace Černé září zodpovědné za masakr izraelských olympioniků na LOH v Mnichově. V červenci 1976 se zasazoval za akci, která měla zachránit izraelské pasažéry uneseného letadla Air France v ugandské Entebbe. Při přípravě této akce, později známé jako operace Entebbe nařídil Chofi kacům umístěným v Ugandě provést podrobný průzkum letiště, na kterém unesené letadlo stálo a využil kontakty v etiopských tajných službách k tomu, že izraelská letadla, která operaci provedla, mohla dotankovat na zpáteční cestu do Izraele v Nairobi. V roce 1981 dohlížel na izraelský útok na irácký jaderný reaktor u Bagdádu.
Po odchodu z čela Mosadu v roce 1982 jej v této pozici nahradil Nachum Admoni. Následně stanul na ředitelském postu hlavní izraelské energetické společnosti Israel Electric Corporation. Zemřel v roce 2014 ve věku 87 let.